# Довер (Ајдахо)
Довер (енгл. Dover) град је у америчкој савезној држави Ајдахо.

## Демографија
По попису из 2010. године број становника је 556, што је 214 (62,6%) становника више него 2000. године.
| Група             | 2000.       | 2010.       |
| Белци             | 327 (95,6%) | 528 (95,0%) |
| Афроамериканци    | 0 (0,0%)    | 0 (0,0%)    |
| Азијати           | 0 (0,0%)    | 2 (0,4%)    |
| Хиспаноамериканци | 2 (0,6%)    | 14 (2,5%)   |
| Укупно            | 342         | 556         |